# Stenalcidia martena
Stenalcidia martena là một loài bướm đêm trong họ Geometridae.